# Mehdi Dehbi
Mehdi Dehbi (Liège, 5 de dezembro de 1985) é um ator belga, mais conhecido por sua interpretação em O Filho do Outro, como Yacine; juntamente com o ator Jules Sitruk.

## Filmografia
- Le Soleil Assassiné (2002)
- La Folle Histoire d'Amour de Simon Eskenazy (2009)
- Sweet Valentine (2010)
- L'Infiltré (2010)
- Looking for Simon (2011)
- Mary's Ride (2011)
- O Filho do Outro (2012)
- Messiah (2020)